# 'O ccafè/Pasqualino maragià
'O ccafè/Pasqualino maragià è un singolo del cantante italiano Domenico Modugno, pubblicato nel 1958 su disco in gommalacca a 78 giri; l'anno successivo fu ristampato su disco in vinile a 45 giri (Fonit, SP. 30301).

## Descrizione
Nella canzone sul lato A, 'O ccafè, secondo Vincenzo Mollica "si respira un'aria meridionale in cui il caffè domina sugli altri aromi che lottano per cercare complicità"; il ritornello verrà poi ripreso e parafrasato da Fabrizio De André e Massimo Bubola per la canzone Don Raffaè dell'album Le nuvole nel 1990.
Il brano sul lato B, Pasqualino maragià, è ispirato da una storia vera, Modugno mentre stava leggendo dei quotidiani nell'estate del 1957, gli capitò una pagina di cronaca in cui si parlava di un certo "Gennaro Ottieri" detto "Gennarino" che poi nella canzone divenne "Pasqualino", ingegnere di Portici e figlio del più ben famoso politico e costruttore edile Mario Ottieri, che avrebbe sposato la figlia del maharaja di Palitana in India, tale "Seeta Kumari" nella canzone chiamata "Kalì". Il matrimonio all'epoca destò un'enorme eco, si svolse con cerimonia religiosa nella chiesa di San Francesco di Paola a piazza del Plebiscito (Napoli) con testimone di nozze l'allora sindaco Achille Lauro, ne parlarono anche i giornali (tra cui il settimanale Novella 2000) e tutta questa storia ispirò Franco Migliacci, autore del testo e all'epoca collaboratore di Modugno, per la scrittura della canzone che raccontava di Pasqualino, un povero pescatore, che si innamora della bella e ricca Kalì, e con lei si reca in India dove conduce una vita felice e spensierata.
Nello stesso anno i due brani furono inclusi nell'album a 25 cm 33 giri Domenico Modugno (Fonit, 278) e nell'album a 25 cm a 15 giri Domenico Modugno (Fonit, LP.1); inoltre Pasqualino maragià fu inserita anche nell'EP Io/Resta cu'mme/Marinai, donne e guai/Pasqualino maragià.
Sempre nel 1958 Franco e i "G.5" incisero una cover di Pasqualino Maragià nell'EP Un fiorentino a Napoli, mentre nel 2003 Massimo Ranieri incise la cover di 'O ccafè nel suo album Nun è acqua (Sony Music, 510539 2).

## Tracce
LATO A
1. 'O ccafè (testo: Riccardo Pazzaglia – musica: Domenico Modugno)

LATO B
1. Pasqualino maragià (testo: Franco Migliacci – musica: Domenico Modugno)